# Hammeren

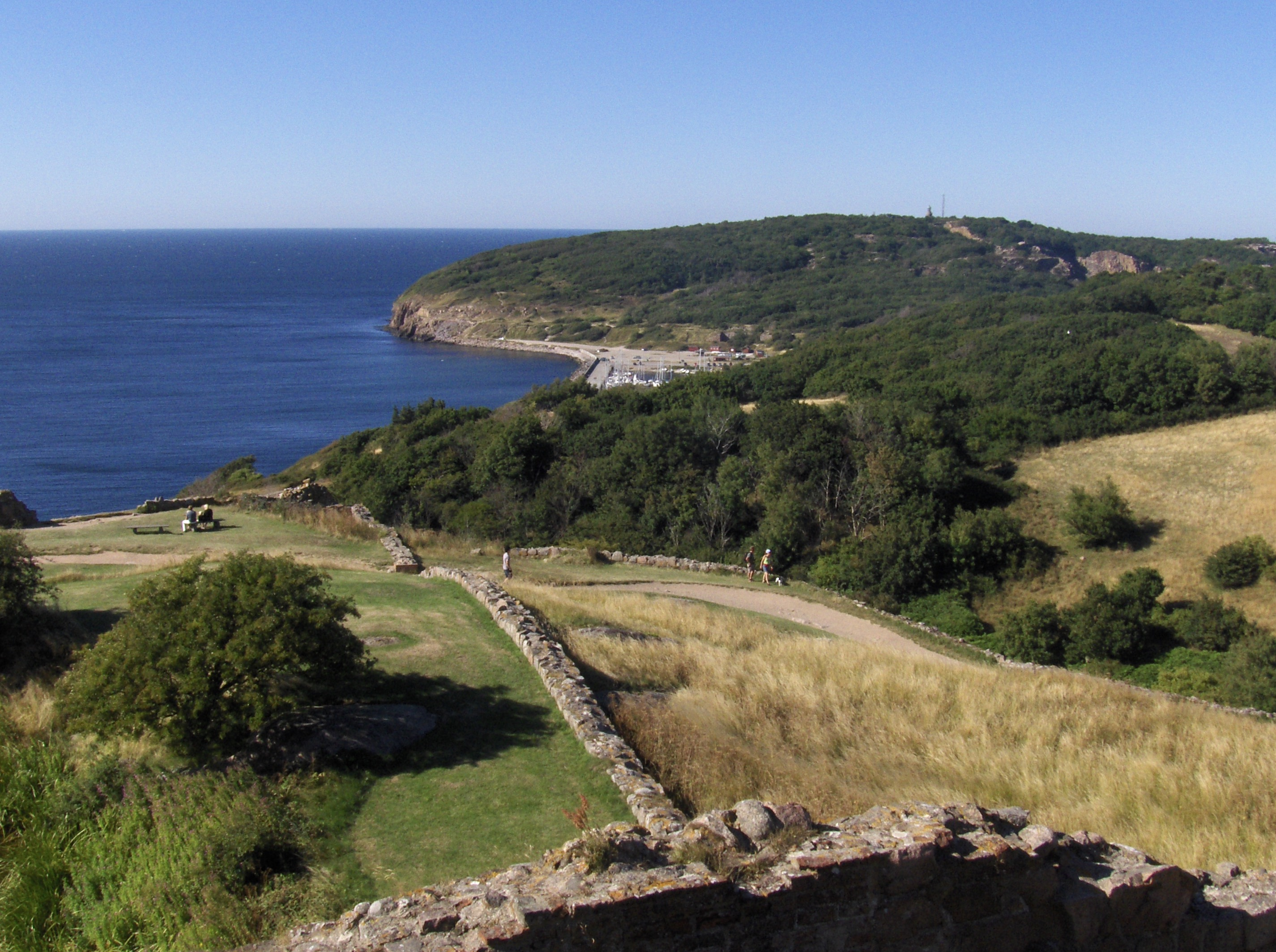
Hammeren sedd från Hammershus.

Hammeren eller Hammerknuden är en halvö som utgör den danska ön Bornholms nordspets. Det är en 182 hektar stor granitklippa som höjer sig 84 meter över havet vid Stejlebjerg. Den avgränsas i norr av Hammerodde, i öster av Sandvig, i söder av Hammerhavn och i väster av Bornholmsgattet. Mellan Sandvig och Hammerhavn skär en sprickdal genom landskapet, vilken åtskiljer Hammeren från övriga Bornholm. I dalgången ligger Hammersø som är Bornholms största sjö och är 600 meter lång och 13 meter djup.
Hammeren formades av inlandsisen under den senaste istiden. I nordost där stötsidan låg sluttar berget, medan det i väst (läsida) stupar brant ner i havet vid till exempel Kælderhalsen och Kongestolen. Bland de branta klipporna finns ett rikt fågelliv. Flera stenbrott vittnar om den förr så viktiga stenindustrin på Hammeren. Ett tyskt företag började 1880 stenbrytning i industriell skala och byggde 1891 utskeppningshamnen Hammerhavn. Opalsøen vid Stejlebjergets sluttning är ett vattenfyllt granitbrott. 1970 fredades Hammeren och samtidigt upphörde stenbrytningen. Hammeren var på 1800-talet nästan helt trädlös, men då betet upphörde under 1900-talet beskogades delar av halvön. 1970 inrättades ett naturreservat på Hammeren och får började åter beta där. Idag består Hameren av bergs-, skogs- och hedlandskap.
Hammerens och Bornholms nordspets kallas Hammerodde och där uppfördes 1895 Hammeroddes fyr. Den vita och fyrkantiga fyren är 12 meter hög och byggdes för att komplettera Hammerens fyr, vars höga läge uppe på Stejlebjerg gjorde den svår att se i dimmigt väder. Hammerens fyr, som är 21 meter hög, var i drift från 1872 till 1990. Idag används den som utsiktstorn, varifrån man i bra väder kan se Sveriges kust. Den ersatte en äldre koleldad fyr som byggts 1802.
På Hammerens nordvästra kust ligger Kragkås som var en viktig naturhamn vid tiden för de medeltida sillmarknaderna. Där återfinns också Salomons Kapel, en ruin av ett 1300-tals kapell som antas ha byggts på uppdrag av ärkebiskopen i Lund. Kapellet är uppkallat efter S:t Salomon, en dominikanermunk.
Söder om halvön och Hammerhavn, på Slotsbanken 74 meter över havet, ligger fästningsruinen Hammershus, och söder om denna Slotslyngen. Sydöst om Hammeren, nära Sandvig-Allinge ligger Madsebakke hällristningsområde. Det finns ett stort antal vandringsleder på Hammeren som knyter samman Sandvig, Hammershus och de båda fyrarna.

## Källor

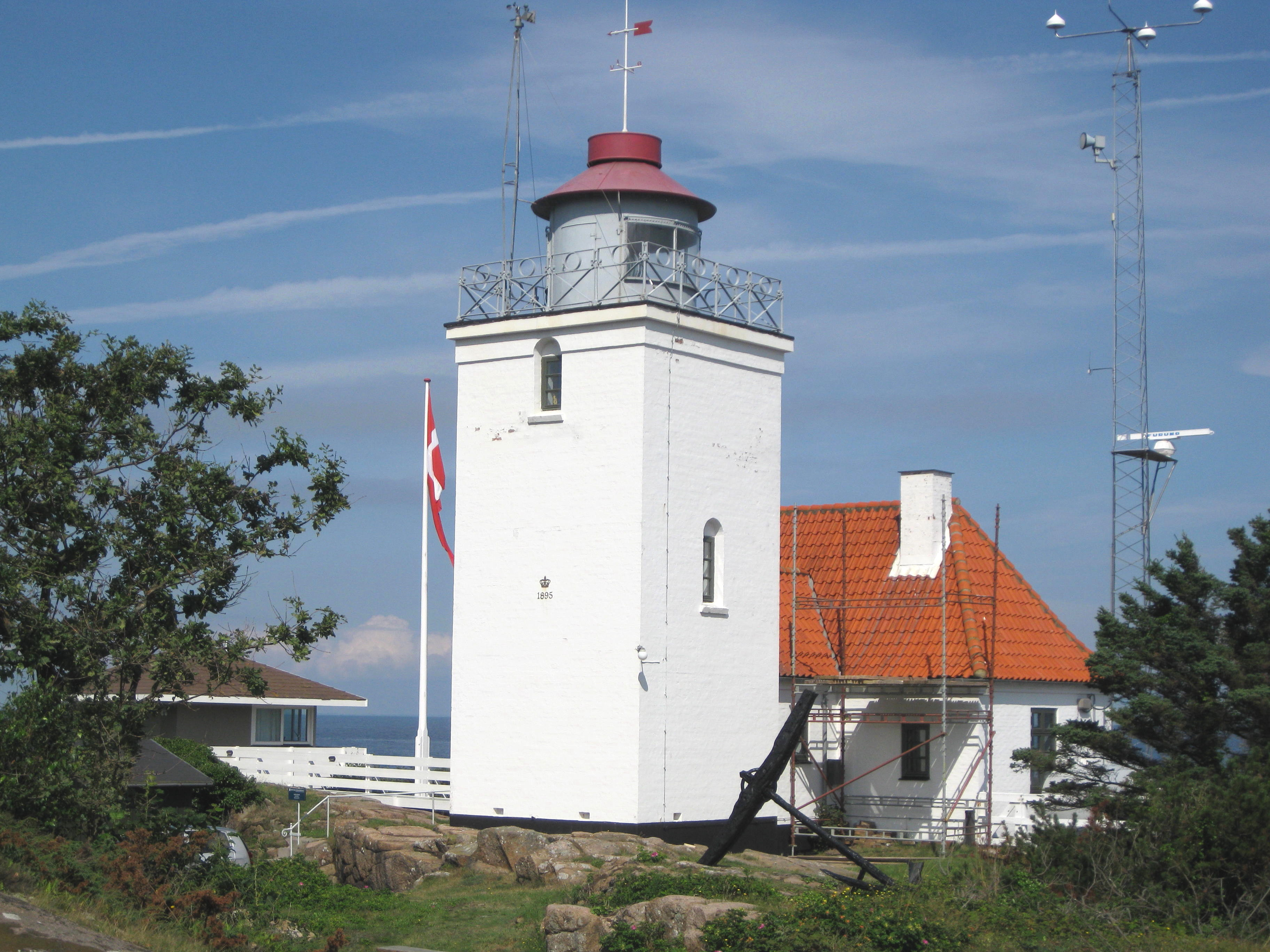
Hammerodde Fyr
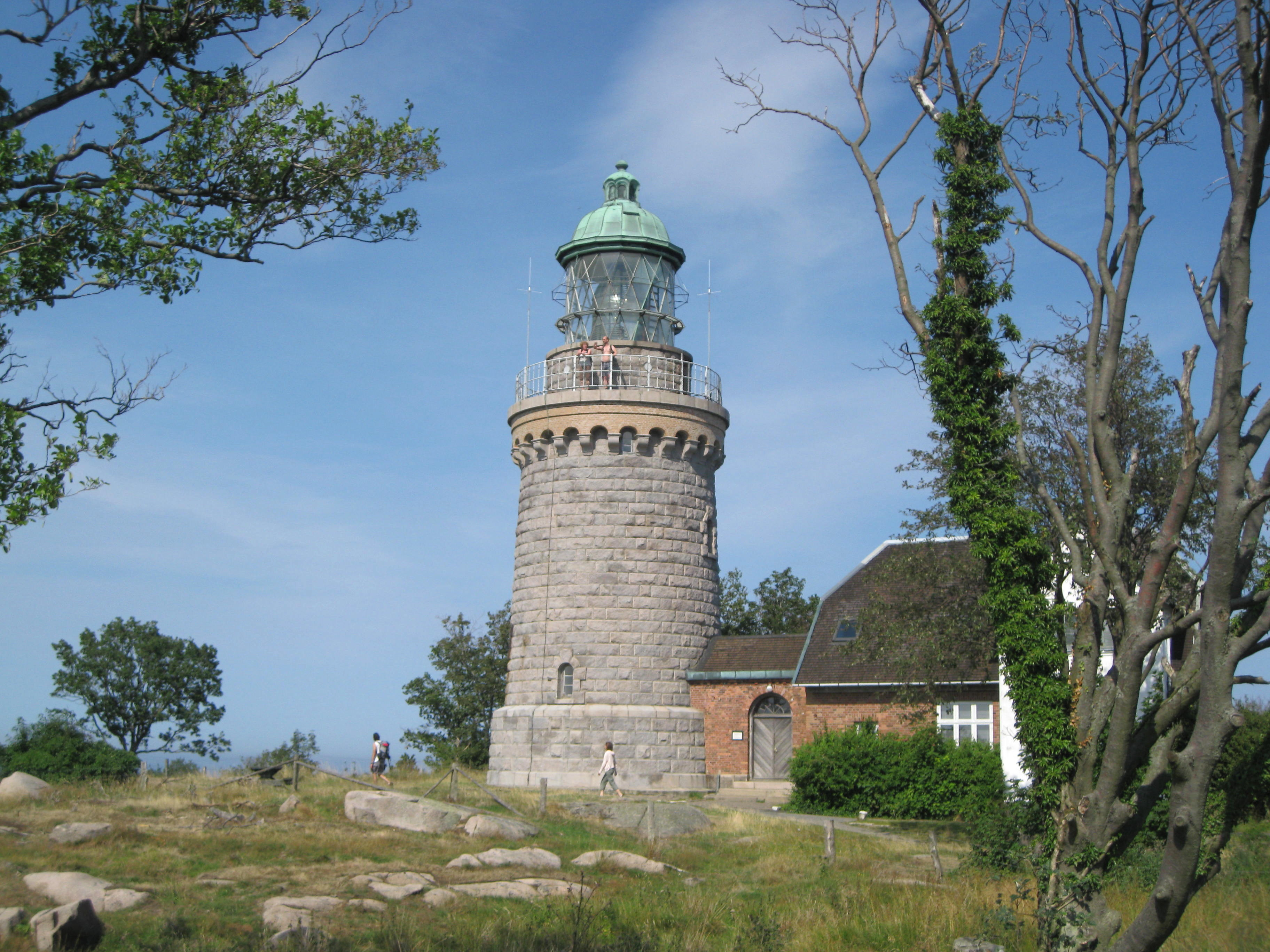
Hammeren Fyr på Stejlebjerg
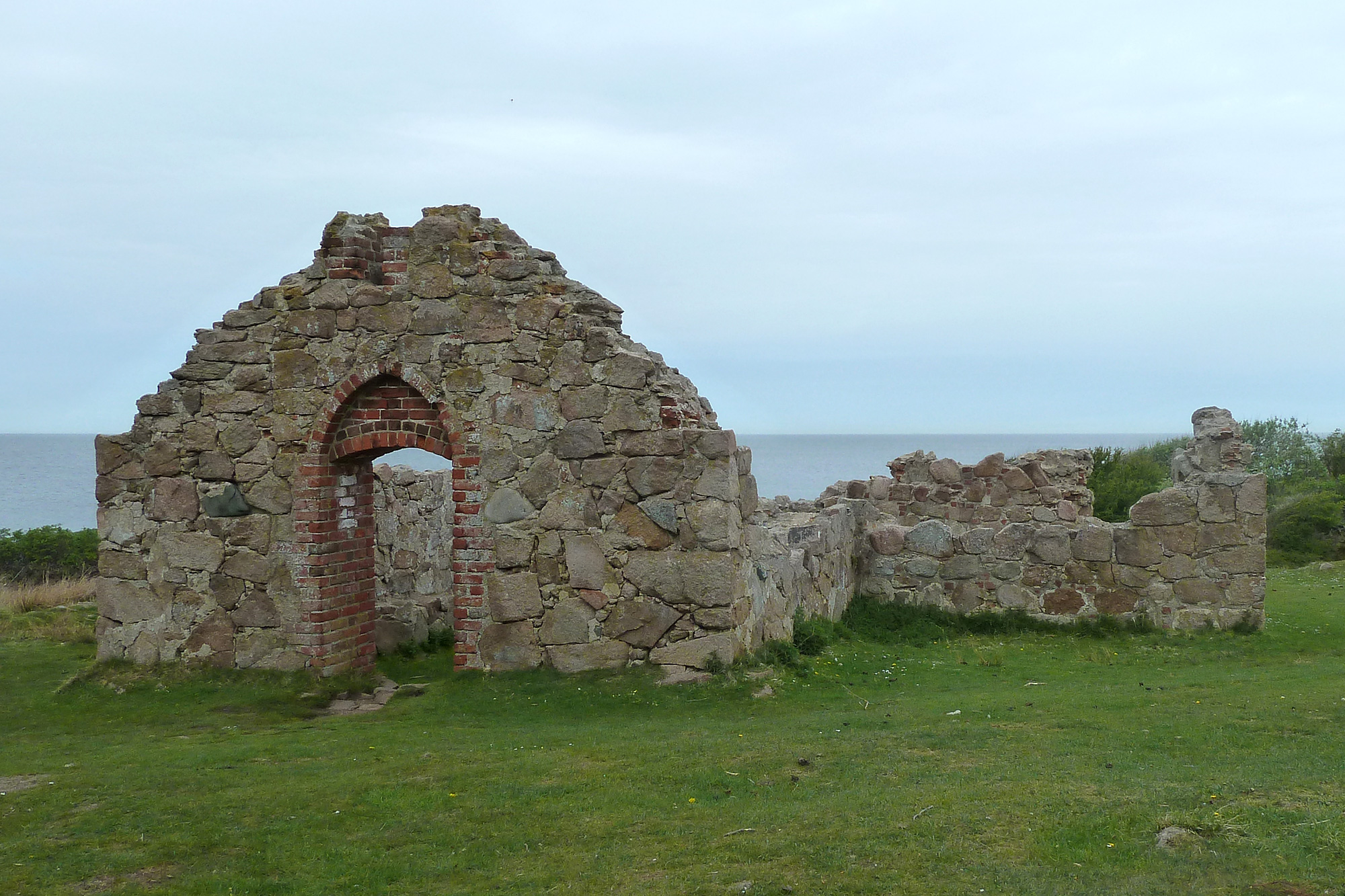
Salomons Kapel
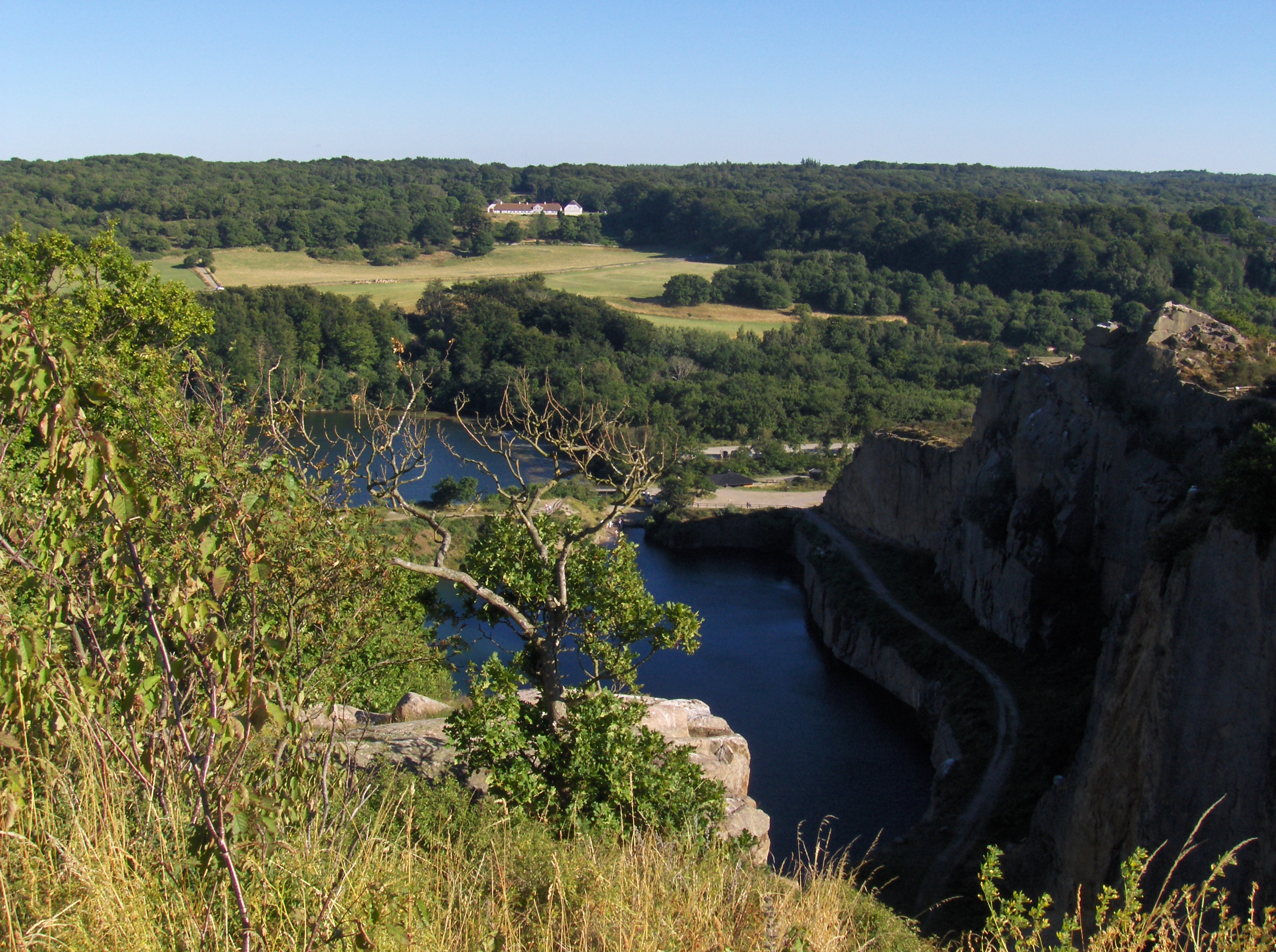
Opalsø (höger) och Hammersø (vänster) sedd från Hammerknuden
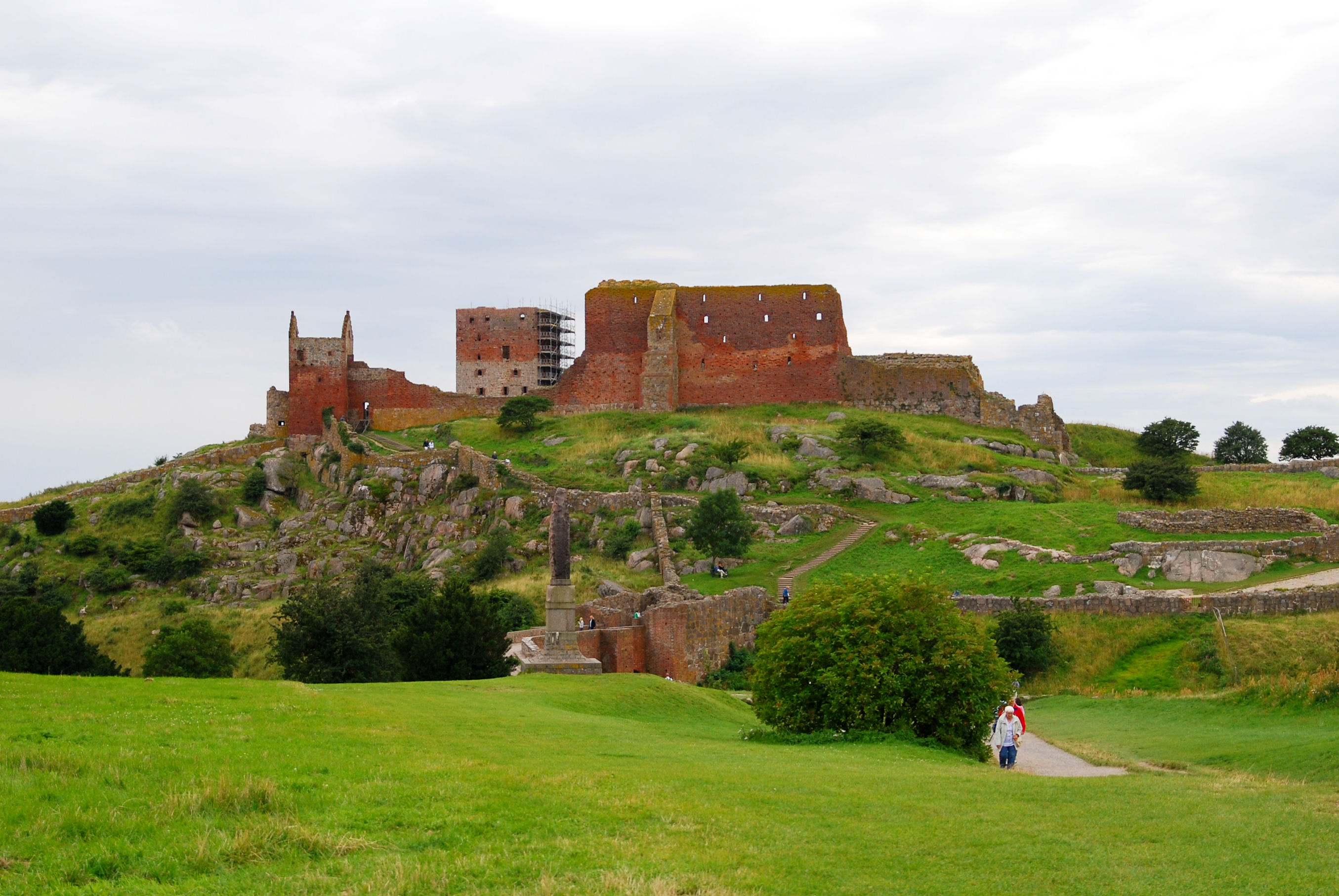
Hammershus